# Astorga
Astorga (aparținând PR) este un oraș în Brazilia. 